# Khalfan Ibrahim
Khalfan Ibrahim (in arabo خلفان إبراهيم خلفان‎?; Doha, 18 febbraio 1988) è un ex calciatore qatariota, di ruolo attaccante.
A 18 anni è stato eletto calciatore asiatico dell'anno, nel 2006.

## Carriera

### Club
Cresciuto nell'Al-Arabi, è stato poi ceduto all'Al-Sadd, squadra della prima divisione qatariota in cui milita tuttora.

### Nazionale
Ha esordito con il Qatar in Qatar-Bangladesh, partita valida per le qualificazioni alla Coppa d'Asia 2007 in cui ha realizzato una doppietta.

## Palmarès

### Club

#### Competizioni nazionali
- Qatar Stars League: 4

Al-Sadd: 2003-2004, 2005-2006, 2006-2007, 2012-2013
- Coppa dell'Emiro del Qatar: 3

Al-Sadd: 2005, 2007, 2014
- Coppa di Qatar: 3

Al-Sadd: 2006, 2007, 2008
- Coppa dello Sceicco Jassem: 2

Al-Sadd: 2007, 2014
- Coppa delle Stelle del Qatar: 1

Al-Sadd: 2010

#### Competizioni internazionali
- AFC Champions League: 1

Al-Sadd: 2011

### Nazionale
- Giochi asiatici: 1

2006

### Individuale
- Calciatore asiatico dell'anno: 1

2006